# Hans-Joachim Hartnick
Hans-Joachim Hartnick (né le 12 janvier 1955 à Wormlage, Brandebourg, en RDA) est un coureur cycliste de la République démocratique allemande. Vainqueur de la Course de la Paix, champion du monde par équipes, il est l'un des « grands » du cyclisme allemand.
Appartenant au SC de Cottbus, 1,80 m pour 76 kg, Hans-Joachim Hartnick présente un palmarès fourni. Comme Gustav-Adolf Schur ou Klaus Ampler, sa carrière sportive assez longue lui fait tenir le rôle de chef de route pour les cyclistes de l'équipe de la RDA.

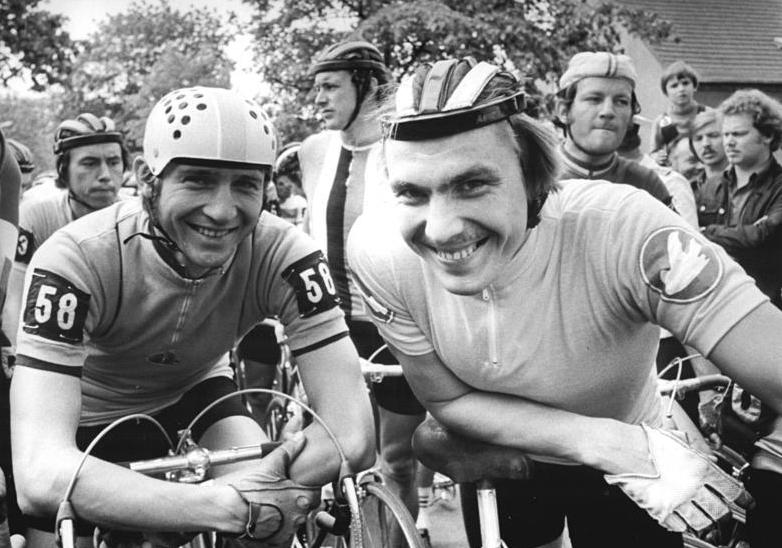
Hans-Joachim Hartnick (à gauche), avec Aavo Pikkuus, lors de la Course de la Paix en 1977.

## Palmarès
- 1973
  - 2e du championnat de RDA du contre-la-montre par équipes
- 1974
  -  Champion de RDA sur route
  - Tour de la RDA :
    - Classement général
    - 1re et 6e étapes[1]

  - Neubrandenburg-Karl-Marx-Stadt[2]
  - Tour du Harz (de)
  - 3e et  8e étapes de la Course de la Paix
  -  Médaillé de bronze du championnat du monde des 100 km contre-la-montre par équipes
  - 3e du Tour d'Écosse
  - 8e de la Course de la Paix
- 1975
  -  Champion de RDA sur route
  -  Champion de RDA du contre-la-montre
  -  Champion de RDA du contre-la-montre par équipes
  -  Champion de RDA du critérium
  -  Champion de RDA de la course de côte
  - Tour de la RDA :
    - Classement général
    - 3e étape

  - 2e étape de la Course de la Paix
  - 2e de la Course de la Paix
  - 2e du Tour de Pologne
- 1976
  -  Champion de RDA du critérium
  - Course de la Paix :
    - Classement général
    - 14e étape

  - Frankfurt/Oder-Berlin[3]
  - Tour du Vaucluse
  - 10e des 100 km contre-la-montre par équipes aux Jeux olympiques
- 1977
  - Rund um Berlin
  - 2e du championnat de RDA du contre-la-montre par équipes
  - 3e du championnat de RDA du contre-la-montre
- 1978
  -  Champion de RDA du critérium
  - Internatie Reningelst
  - 3e du championnat de RDA du contre-la-montre
  - 4e de la Course de la Paix
  - 5e du Tour de la RDA
- 1979
  -  Champion du monde des 100 km contre-la-montre par équipes (avec Falk Boden, Andreas Petermann et Bernd Drogan)
  - Tour de Thuringe
  - 2e étape du Tour de la RDA
  - 2e du Tour de la RDA
  - 2e du championnat de RDA sur route
  - 2e du championnat de RDA du critérium
  - 3e du Dookoła Mazowsza
- 1980
  -  Champion de RDA de cyclo-cross
  - 3e étape du Tour de Cuba (contre-la-montre par équipes)
  - Prologue du Tour de RDA (contre-la-montre par équipes)
  - 2e du championnat de RDA sur route
  -  Médaillé d'argent des 100 km contre-la-montre par équipes aux Jeux olympiques
- 1981
  - Tour de l'Yonne
  - 4e étape du Tour de Cuba (contre-la-montre par équipes)
  - Prologue (contre-la-montre par équipes) et 4e étape du Tour de la RDA
  - 2e du championnat de RDA du contre-la-montre par équipes
  - 3e du Tour de la RDA
  - 9e du Tour de Cuba
- 1982
  - 4e du Tour de la RDA

### Résultats sur laCourse de la Paix
- 1974 : 8e, vainqueur de 2 étapes
- 1975 : 2e, vainqueur d'une étape
- 1976 : 1er
- 1977 : 53e
- 1978 : 4e
- 1979 : 10e
- 1980 : 5e

### Classements au Championnat du monde "amateurs", course en ligne
- 1974 : 22e[4]
- 1975 : 12e
- 1978 : 43e

### Classements au championnat du monde des 100 km contre-la-montre par équipes
Avec l'équipe de la RDA
- 1974 : 3e
- 1975 : 6e
- 1979 : 1er